# Un sacré bordel !
Pour plus de détails, voir Fiche technique et Distribution.
Un sacré bordel ! (titre original : A Fine Mess) est un film américain réalisé par Blake Edwards, sorti en 1986.

## Synopsis
Deux hommes entendent parler d'une magouille concernant une course de chevaux et décident d'en profiter. Mais les mafieux qui l'ont montée ne l'entendent pas de cette oreille.

## Fiche technique
- Titre original : A Fine Mess
- Titre français : Un sacré bordel !
- Réalisation : Blake Edwards
- Scénario : Blake Edwards
- Photographie : Harry Stradling Jr.
- Musique : Henry Mancini
- Pays d'origine :  États-Unis
- Format : Couleurs - 2,35:1 - Stéréo
- Genre : Comédie et action
- Durée : 90 minutes
- Date de sortie : 
  - États-Unis : 8 août 1986

## Distribution
- Ted Danson : Spence Holden
- Howie Mandel : Dennis Powell
- Richard Mulligan : Wayne 'Turnip' Parragella
- Stuart Margolin : Maurice 'Binky' Drundza
- Maria Conchita Alonso : Claudia Pazzo
- Jennifer Edwards : Ellen Frankenthaler
- Paul Sorvino : Tony Pazzo
- Rick Ducommun : Wardell
- Keye Luke : Ishimine
- Ed Herlihy : Reporter de la télé
- Tawny Moyer : Vedette féminine
- Rick Overton : Compagnon
- Larry Storch : Leopold Klop
- Cástulo Guerra : Directeur italien
- James Cromwell : Détective Blist
- Dennis Franz : Phil
- Arthur Hill (non crédité)
- Julianne Phillips : Loraine (non créditée)